# Brachycerini
Брахіцеріні (Brachycerini Billberg, 1820) — триба жуків з родини Брахіцерид (Brachyceridae). Описано понад 500 рецентних видів брахіцеріні, переважна більшість їх — представники роду Brachycerus. Викопні рештки жуків цієї групи відомі з олігоцену й міоцену.

## Зовнішній вигляд
Жуки середніх та великих розмірів. Тіло овальне або майже округле. Крил не мають. Забарвлення верхньої частини тіла — чорних, сірих, коричневих, інколи жовтих тонів, часто-густо із візерунком з червоних або жовтогарячих крапочок. У деяких тіло більш або менш гладеньке, але у більшості воно зверху та з боків звичайно «оздоблене» численними рельєфними виростами у вигляді зубців, загострених шипів, ребер, кілів, валиків, горбочків тощо.

## Спосіб життя
Усі брахіцеріні рослинноїдні, хоча кормові рослини достовірно відомі лише для 10-15 видів. Місця мешкання цих комах пов'язані з травами, якими вони харчуються: лілійними, амарилісовими, ароїдними та орхідними. Харчова спеціалізація стала причиною того, що у англійській цих комах часто звуть lily beetles («лілійні жуки»), або garlic beetles («часникові жуки»).
У посушливих регіонах (степи, пустелі) ці комахи пов'язані з ефемероїдами, тому дорослі жуки активні тут на початку теплої пори року із достаньої кількістю опадів (на півдні Європи — навесні). Вони гризуть надземні частини рослин, личинки харчуються цибулинами у ґрунті, ззовні чи зсередини. У несприятливі (спекотливі, холодні) сезони жуки неактивні (діапауза). Прив'язанність до життєвого циклу дикорослих ефемероїдів робить брахіцеріні вразливими до діяльності людини — розорення степів, піскоукріплювальних робіт у пустелях та ін.

## Географічне поширення
Ареал триби охоплює територію від Півдня Європи до Південної Африки (включно з Мадагаскаром, Близький Схід, Малу, Передню й Середню Азію, Казахстан. Переважна більшість видів все ж таки входить до афротропічної фауни. Імовірно, група виникла саме у межах цієї області і згодом розселювалась суходолом, утворюючи вторинні осередки формоутворення.
В Україні мешкає ймовірно три види брахіцеріні.

## Значення у природі та житті людини
В екосистемах брахіцеріні є однією з численних ланок кругообігу речовин та енергії, в першу чергу як фітофаги — споживачі рослинної органіки. Не виключено, що вони важливі також як їжа для зоофагів та паразитів. Відома інформація, що коли-не-коли окремі види завдають шкоди культивованим лілійним — цибулі, часнику, декоративним квітам — амарилісам, гладіолусам, тюльпанам, каллам, гіацинтам, нарцисам та ін.. Проте через нечисленність та локальне поширення більшість видів у цьому відношенні є нейтральними.
Декілька південноафриканських видів є потенційними гербіфагами для пригнічення бур'янів-аспарагусів.
Один вид триби — брахіцерус зморшкуватий (Brachycerus sinuatus Ol.) — внесений до Червоної книги України.

## Класифікація
Брахіцеріні поділяють на шість родів: Brachycerus, Euretus,Hoffmanista, Progtadivus,Theates, Theatomorphus.